# Hydro Arena
Hydro Arena (före 2018 Sapa Arena) är en bandy- och ishall i Vetlanda, Småland, som invigdes den 10 september 2011 med bandymatchen Vetlanda BK-Hammarby IF 5-3.

## Historik
2004 tog Vetlanda BK initiativet till ett möte om hall, sedan Edsbyns IF byggt en under föregående år. Ett arenaförslag i maj 2006 innehöll även samverkan med andra idrottsgrenar, i form av idrottshall och ishall samt fotbollsplan och curlinghall. Dessutom ingick konferens- och övernattningslokaler. Ett förslag från Vetlanda kommun samma år innehöll bara någon form av förbättring för bandyn, men inte bandyhall. Däremot både idrottshall och ishall samt konstgräs. Bandyklubbarna bildade därför i januari 2007 Vetlanda Bandyarena AB, och begärde i april samma år Tjustkulle. Vetlanda kommunstyrelse meddelade att man inte tänkte behandla frågan förrän den prövats politiskt, och deras planer var samma som i maj 2006, bortsett från curlinghallen. Skanska antogs som samarbetspartner men i april 2008 sade kommunstyrelsen nej.
Vetlanda Bandyarena AB började i stället försöka bilda opinion, och återupptog arbetet med hallbygge i egen regi, och tog initiativ till ett samarbete med Boro-Vetlanda HC. Tanken var att bandyn och ishockeyn skulle bygga varsin hall, med gemensamma servicefunktioner. I oktober 2008 beslutades dock att bygga en gemensam hall båda idrottsgrenarna, ett koncept som politikerna nappade på, och i januari 2009 sade Vetlandas kommunfullmäktige ja till ett hyresavtal med bolaget, som i januari samma år bytte namn till "Vetlanda Arena AB". Vetlanda kommun gick enligt beslutet med på att under 25 års tid betala 6,8 miljoner kronor om året i hyra för istiderna för allmänheten och Vetlanda skolor. Bolaget skulle överta ägandet av omklädningspaviljongen och bygga ihop den med Sapa Arena, som skulle omfatta både ishockeyhall och en bandyhall. De kommande månaderna arbetade arenabolaget  med finansieringsfrågan, vilket misslyckades och uppgörelsen med Vetlanda kommun slutade gälla den 30 juni samma år, och i augusti kom man fram till att kommunal borgen behövdes. Mot slutet av september det året bad bolaget Vetlanda kommun om en ny uppgörelse, med en årlig hyra på 6,8 miljoner SEK kommunal borgen för ett lån på 53 miljoner SEK. Projektförslaget hade då utökats till att även omfatta konstgräsplan.
Den 8 september 2018 bytte arenan namn från Sapa Arena till Hydro Arena.

### Fotnoter
1. 1 2  ”Fira arenans nya namn den 8 september! - Hydro Arena”. Hydro Arena. 28 augusti 2018. Arkiverad från originalet den 1 december 2018. https://web.archive.org/web/20181201005153/https://www.hydroarena.se/2018/08/28/fira-arenans-nya-namn-den-8-september/. Läst 30 november 2018.
2. ↑  ”Svenska fans”. 10 september 2011. http://www.svenskafans.com/bandy/vetlanda/Vetlanda-imponerade-i-invigningsmatchen-415588.aspx. Läst 11 september 2011.
3. ↑  ”Sapa Arena”. Arkiverad från originalet den 11 december 2010. https://web.archive.org/web/20101211102402/http://www.sapaarena.se/econtent/28. Läst 11 september 2011.